# Зеда-Ачква
Зеда-Ачква (груз. ზედა აჭყვა) — село в Грузії.
За даними перепису населення 2014 року в селі проживає 1037 осіб.